# Zlatograd
Zlatograd (in bulgaro Златоград?) è un comune bulgaro situato nella regione di Smoljan di 14 879 abitanti (dati 2009). La sede comunale è nella località omonima.

## Località
Il comune è formato dall'insieme delle seguenti località:
- Zlatograd (sede comunale)
- Alamovci
- Cacarovci
- Dolen
- Erma reka
- Fabrika
- Kušla
- Marzjan
- Presoka
- Starcevo
- Strašimir

## Collegamenti esterni

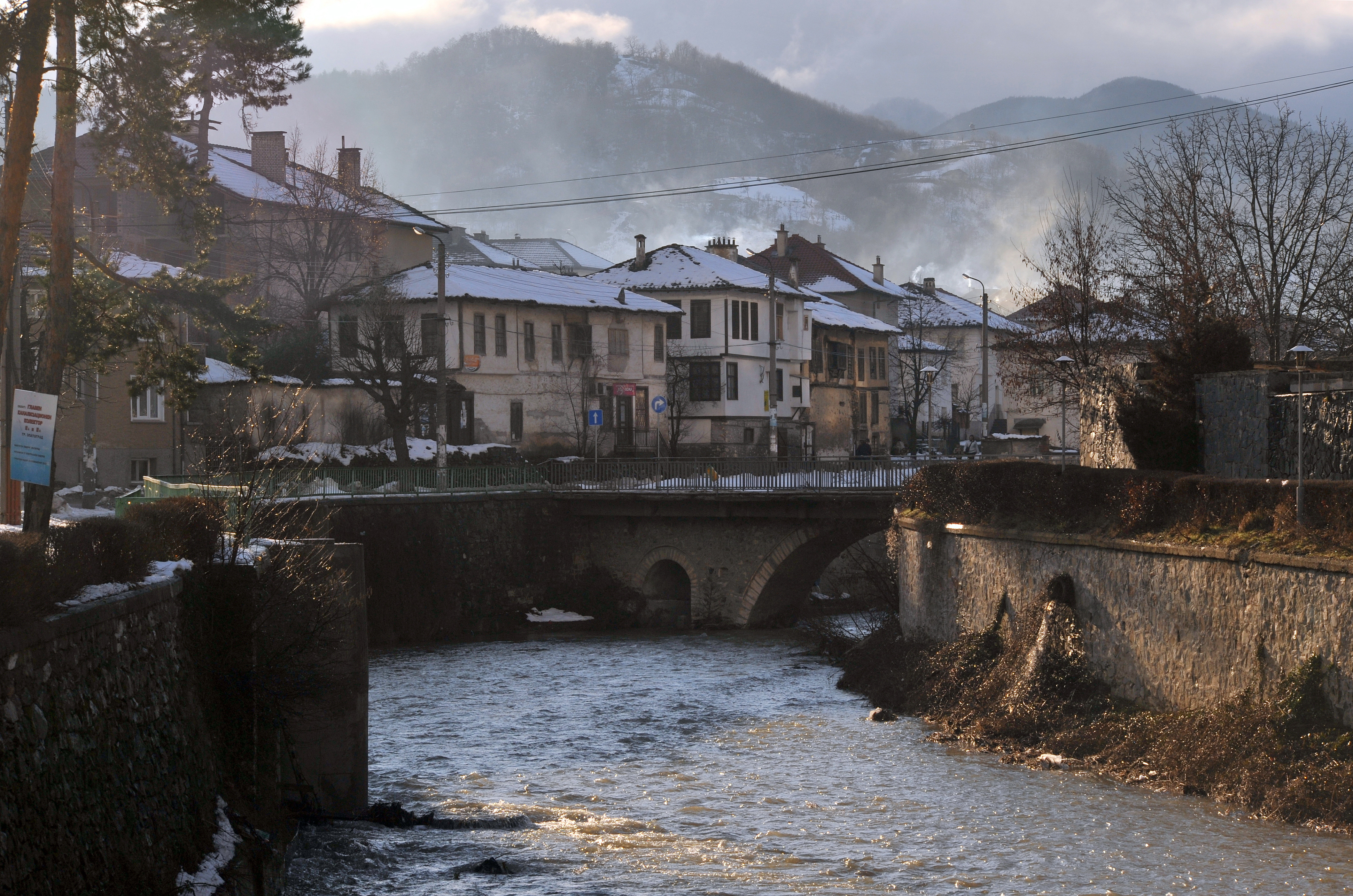
Zlatograd